# Hofstetten bei Brienz
Hofstetten bei Brienz – gmina (niem. Einwohnergemeinde) w Szwajcarii, w kantonie Berno, w regionie administracyjnym Oberland, w okręgu Interlaken-Oberhasli. Leży w Berner Oberland.

## Demografia
W Hofstetten bei Brienz mieszka 531 osób. W 2020 roku 7,5% populacji gminy stanowiły osoby urodzone poza Szwajcarią.

## Transport
Przez teren gminy przebiega autostrada A8 oraz drogi główne nr 6 i nr 11.